# Roger Norrington
Roger Arthur Carver Norrington (Oxford, 16 de março de 1934 – Devon, 18 de julho de 2025) foi um maestro britânico, mais conhecido por suas performances historicamente informadas de músicas barroca, clássica e romântica, que frequentemente envolviam o uso mínimo de vibrato e a aplicação de princípios historicamente informados a orquestras modernas.
Norrington foi diretor musical da Ópera Kent, dos Músicos Clássicos de Londres, da Sinfonietta Bournemouth e da Orquestra de São Lucas. A partir da década de 1990, foi maestro titular da Camerata Salzburg e da Orquestra Sinfônica da Rádio de Stuttgart, onde desenvolveu o "Som de Stuttgart". Também atuou como regente convidado de grandes orquestras e como consultor de sociedades musicais.

## Biografia
Nascido em Oxford, filho de Sir Arthur Norrington e irmão de Humphrey Thomas Norrington, Roger estudou na Escola Dragon e na Escola Westminster, ambas localizadas em Cambridge. Em seguida passou pela Faculdade Clare e se formou na Faculdade Real de Música, onde recebeu ensinamentos de Adrian Boult, entre outros.
Norrington trabalhou como tenor na década de 1960 e em 1962 fundou o Coro Shütz. De 1969 até 1984, foi o diretor musical da Ópera Kent. Em 1978 fundou os Músicos Clássicos de Londres (comandado pelo violinista John Holloway) e ficou associado com eles até 1997. De 1985 até 1989, foi o principal maestro da Sinfonietta Bournemouth. Já entre 1990 e 1994, foi o diretor musical da Orquestra de São Lucas. Em 1998, Norrington tornou-se o principal maestro da Orquestra Sinfônica da Rádio de Stuttgart. Também tornou-se conselheiro da Sociedade Handel e Haydn em 2006.
Era mais conhecido pelas suas performances do período barroco, clássico e romântico, usando instrumentos e estilos da época. Com sua mulher, a coreógrafa Kay Lawrence, Roger formou, em 1984 o Projeto Ópera Nova. Em setembro de 2008 conduziu a Última Noite, da The Proms, pela primeira vez.
Roger Norrington morreu em 18 de julho de 2025, em Devon, aos 91 anos.

## Gravações
Norrington conduziu gravações de Haydn, Mozart, Beethoven, Schubert, Berlioz, Brahms, Tchaikovsky, Dvorak, Bruckner e Mahler em instrumentos de época e modernos.

### Decca
As gravações com a Decca Records incluem:
- Heroes, 1999, com Andreas Scholl e a Orchestra of the Age of Enlightenment OCLC 1454977512
- Bach: Cantatas Nos. 82, 158 & 56, 1999, com Matthias Goerne e Camerata Salzburg OCLC 44119025

### EMI
- The Rossini Bicentennial Birthday Gala, 1994 OCLC 659123457

### Erato Records
As gravações com a Erato Records incluem:
- The Complete Erato Recordings, 2022, OCLC 1353602532
- Brahms: Symphonies Nos. 1–4, 2022, com London Classical Players (LCP) OCLC 1371105826
- Brahms: Symphony No. 2, Haydn-Variationen & Tragische Ouvertüre, 2022, LCP OCLC 1371107276
- Mozart: Don Giovanni (Prague Version), 2022, LCP OCLC 1371111381
- Bruckner: Symphony No. 3 "Wagner Symphony" (1873 Version), 2022, LCP OCLC 1371112921
- Wagner: Preludes & Overtures, 2022, LCP OCLC 1371111519
- Schubert: Symphony No. 9 "The Great" & Rosamunde Overture, 2022, LCP OCLC 1371111479
- Mozart: Don Giovanni (Vienna Version), 2022
- Weber: Symphonies Nos. 1 & 2, Konzertstück & Oberon Overture, 2022 LCP OCLC 1371108490
- Beethoven: Choral Fantasy & Piano Concertos Nos. 3 & 5, 2022, Schütz Choir, Melvyn Tan (piano), LCP OCLC 1350739105
- Beethoven: Symphony No. 9 "Choral" & Egmont Overture, 2022, Schütz Choir, LCP OCLC 1350738363
- Schumann: Symphonies Nos. 3 & 4, 2018, LPC OCLC 885040349
- Brahms, Mozart: Requiem, 2013
- Mozart: Requiem, Ave verum corpus, 2013 Schütz Choir, LCP OCLC 900166389
- Beethoven Symphonies & Concertos, 2011
- Mozart: Requiem, Ave verum corpus, 2011
- Haydn: Symphonies Nos. 99 – 104, 2010, LPC OCLC 1077734021
- Schubert: Symphonies 4 – 6, 8, Rosamunde, 2003, LPC OCLC 961806246
- Beethoven: Complete Symphonies, 1998

### Sony Classical Records
As gravações com a Sony Classical Records incluem:
- Beethoven and Mendelssohn Violin Concertos, 2002 com Joshua Bell (violino), Camerata Salzburg OCLC 314084714

### SWR Classic
Gravações com a SWR Classic, com a Stuttgart Radio Symphony Orchestra, incluem:
- Beethoven: Overtures, 2022, OCLC 1373413474
- Beethoven: Complete Symphonies (Live), 2020, Gächinger Kantorei OCLC 1255958866
- Beethoven: Missa Solemnis In D Major, Op. 123, 2007, NDR Chor, SWR Vokalensemble OCLC 840104675
- Beethoven: Symphonies Nos. 1–8 (Fragments), 2003 OCLC 1444814926